# Deming (Új-Mexikó)
Deming település az Amerikai Egyesült Államok Új-Mexikó államában, Luna megyében, melynek megyeszékhelye is. Lakosainak száma 14 758 fő (2020. április 1.).

## Népesség
A település népességének változása:
| Lakosok száma | 14 116 | 14 855 | 14 758 |
|               | 2000   | 2010   | 2020   |